# Ynys Môn
Ynys Môn (angleško Anglesey) je otok ob severozahodni obali Walesa. S površino 715 km² je največji valižanski otok in peti največji med vsemi, ki obdajajo Veliko Britanijo (in največji zunaj Škotske). Je tudi največji in najbolj naseljen otok v Irskem morju (za otokom Man). Ob popisu leta 2011 je imel 69.751 prebivalcev. Otok s kopnim povezujeta dva mostova, ki se raztezata čez ožino Menai: viseči most Menai,  ki ga je zasnoval Thomas Telford leta 1826, in most Britannia.
Zgodovinsko grofijo Wales in pozneje del Gwynedda danes sestavljajo grofija otoka Anglesey skupaj z otokom Holy in drugimi manjšimi otoki. Skoraj tri četrtine prebivalcev Angleseyja govori valižanščino. Ynys Môn je valižansko ime za otok in se uporablja ob volitvah v britanski parlament in državni zbor.

## Etimologija
Anglesey izhaja iz staronordijščine. Izvirno pomeni ǫngullsey ('otok Hook') ali Ǫnglisey ('otok Ǫngli'). O  besedi ongli ni ohranjenih zapisov, vendar so ime kraja že v 10. stoletju uporabljali vikinški plenilci in so ga med vpadi v Gwynedd sprejeli tudi Normani. Po ljudskem izročilu lahko ime pomeni "angleški otok" , čeprav je ime Angels samo po sebi verjetno sorodno obliki polotoka Angeln. Vse to končno izhaja iz predlaganega staroindoevropskega korena *ank (upogibati, napenjati, zavijati). Včasih je bilo črkovano tudi kot Anglesea.
Ynys Mon, valižansko ime otoka, je bilo prvič zapisano v različnih rimskih virih v latinščini kot Mona. Prav tako je bilo znano saško ime Monez. Britski izvirnik imena je bil v preteklosti sprejet za pomen 'Kravji otok'. Etimologija ostaja skrivnost.
Pesniška imena za Anglesey so starovaližansko Ynys Dywyll ('senčen' ali 'temen otok') – pomen za njegove nekdanje svete nasade in Ynys y Cedairn ('Otok Brave') – pomen za njegove kraljeve dvore, naddiakon Gerald Valižanski (valižansko Gerallt Gymro) je uporabljal ime Môn Mam Cymru ('Môn, mati Walesa') za njegovo rodovitnost in Y fêl Ynys ('Medeni otok').

## Zgodovina
Na Angleseyju so številni megalitski spomeniki in menhirji , ki dokazujejo prisotnost človeka v prazgodovini. V bližini enega od 28 kromlehov, ki stojijo na vzvišenih krajih s pogledom na morje, stoji podeželski dvorec Plas Newydd. Valižanska triada trdi, da je bil Anglesey nekoč del kopnega.
Zgodovinsko gledano je Anglesey že dolgo povezan z druidi. V 60-ih letih n. št. se je rimski general Gaj Svetonij Paulin odločil prekiniti moč keltskih druidov, napadel otok s kontingentom Batavijcev in uničil svetišče in svete nasade. Novice o uporu keltske kraljice Boadiceje takoj po zmagi so povzročile, da je svojo vojsko umaknil, preden je utrdil zasedbo. Otok je leta 78 pristal v rimskem imperiju v času Gneja Julija Agrikole, rimskega guvernerja Britanije. V obdobju rimske zasedbe je bilo ozemlje znano po pridobivanju bakra. Temelji trdnjave Caer Gybi in tudi utrdbe na Holyheadu so rimske, verjetno tudi cesta iz Holyheada do Llanfairpwllgwyngyllgogerychwyrndrobwllllantysiliogogogocha.
Železnodobna in rimska mesta je izkopaval, še posebej v 19. stoletju, starinar William Owen Stanley in odkrili so kovance in ornamente. Po odhodu Rimljanov iz Britanije v začetku 5. stoletja so Anglesey in bližino polotoka llyn kolonizirali pirati iz Irske. Na to območje je prišel Cunedda ap Edern, vojskovodja Gododinov iz Škotske in začel izrivati Irce, kar sta nadaljevala njegov sin Einion Yrth ap Cunedda in vnuk Adwallon Lawhir ap Einiona. Zadnji irski kolonizator je bil končno poražen v bitki leta 470. Anglesey je imel kot otok dober obrambni položaj, zato so v Aberffrawu postavili dvor ali Llys kraljestva Gwynedd. Po uničujočem danskem napadu leta 853 je ostal glavno mesto do 13. stoletja, ko je otok zasedla mogočna angleška mornarica.
Po Ircih so otok napadli Vikingi, tudi Sasi in Normani, nato pa v 13. stoletju angleški kralj Edvard I. (Dolgokraki). Nekateri napadi so navedeni v znanih sagah (Zgodovina ožine Menai – Menai Strait History).

## Geografija
Anglesey je sorazmerno nizko ležeč otok s hribi, enakomerno razporejenimi po severnem delu otoka. Šest najvišjih so Holyhead Mountain (220 m), Mynydd Bodafon (178 m), Mynydd Llaneilian (177 m), Mynydd y Garn (170 m), Bwrdd Arthur (164 m) in Mynydd Llwydiarth (158 m). Na jug/jugovzhod je otok ločen od kopnega z ožino Menai, ki je na najožjem delu široka približno 250 metrov. V vseh drugih smereh je otok obdan z Irskim morjem. Je 51. največji otok v Evropi.
Anglesey je enakomerno poseljen in ima več manjših mest raztresenih po otoku. Največja mesta so Holyhead, Llangefni, Benllech, Menai Bridge in Amlwch. Beaumaris (valižansko Biwmares) na vzhodu otoka ima grad Beaumaris, ki ga je zgradil Edvard I. kot del projekta gradnje utrdb na severu Walesa. Beaumaris je danes center za jahte s številnimi privezi za plovila v zalivu ali na Gallows Pointu. Vas Newborough (valižansko Niwbwrch) na jugu je nastala, ko so se meščani iz Llanfaesa preselili, da bi naredili prostor za gradnjo gradu Beaumaris; v naselju je Llys Rhosyr, drugi dvor srednjeveških valižanskih knezov, eden najstarejših v Združenem kraljestvu. Llangefni je v središču otoka in je upravno središče otoka. Mesto Menai Bridge (valižansko Porthaethwy) leži na jugovzhodu in se je razširilo ob gradnji prvega mostu na celino, da bi namestili delavce in omogočili gradnjo. Do gradnje mostu je bil med glavnimi trajektni prehod v kraju Porthaethwy. Nedaleč od tu je Bryn Celli Ddu, kamenodobna grobna gomila. V bližini sta naselje z domnevno najdaljšim imenom kraja v Združenem kraljestvu Llanfairpwllgwyngyllgogerychwyrndrobwllllantysiliogogogoch in Plas Newydd, dom prednikov angleseyskih markizov. Mesto Amlwch je na severovzhodnem delu otoka in je bilo včasih industrializirano, zraslo je v 18. stoletju zaradi izkoriščanja bakra v hribovju Parys.
Druge vasi in naselja so še: Cemaes, Pentraeth, Gaerwen, Dwyran, Bodedern, Malltraeth in Rhosneigr. Lokalna turistična zanimivost je morski akvarij Anglesey z opisi in pogledom na lokalne morske živali, od jastogov do jegulj. Vse ribe in raki so ujeti v otoških vodah in so postavljeni v rekonstruirano naravno okolje. Pridobivajo tudi sol (evaporirano iz lokalne morske vode) in za prodajo za hrano vzgajajo jastoge ter ostrige za gojenje biserov.
Celotna podeželska otoška obala je območje izjemne naravne lepote in ima veliko peščenih plaž, predvsem vzdolž vzhodne obale med mestoma Beaumaris in Amlwch ter ob zahodni obali od Ynys Llanddwyna skozi Rhosneigr z nekaj zalivi okoli Carmel Heada. Severna obala je dramatična s čermi, vrinjenimi v majhne zalive. Angleseyjska obalna pešpot je dolga 200 km in pelje po skoraj celotni obali. Turizem je najpomembnejša gospodarska dejavnost na otoku. Kmetijstvo je sekundarni vir dohodka, lokalne mlekarne pa so med najstorilnejšimi v regiji.

### Industrija in energija
Večja industrija je omejena na Holyhead (Caergybi), kjer je bila do 30. septembra 2009 talilnica aluminija, in na območje Amlwcha, večje rudarsko mesto bakra. V bližini sta jedrska elektrarna Wylfa in nekdanji obrat za ekstrakcijo broma. Reaktorji so začeli proizvajati električno energijo leta 1971. En reaktor so razgradili leta 2012, drugega pa predvidoma do konca proizvodnje (leta 2015). Mesto ima veliko možnosti za nadomestni reaktor, ki ga načrtuje Horizon, hčerinska družba Hitachija. Delovati naj bi začel okrog leta 2020. Anglesey ima tudi tri polja vetrnih elektrarn in več kot 20 vetrnih turbin v bližini severne obale. Načrtujejo turbine na plimovanje v bližini Skerriesa, zunaj severne obale, in večje elektrarne na biomaso na Holy Islandu (Ynys Gybi). Razvoj teh zmožnosti je del projekta Anglesey Energy Island project.
Ko so septembra 2009 zaprli talilnico aluminija, se je število delovnih mest zmanjšalo s 450 na 80. To je bil velik udarec za otoško gospodarstvo, še posebej za mesto Holyhead. Royal Air Force station RAF Valley (Y Fali) je sedež RAF Fast Jet Training School in tudi 22 SQN Search and Rescue Helicopters, obe enoti, ki zagotavljata zaposlitev približno 500 civilistom.
Veliko manjših podjetij, ki so večinoma v industrijskih in poslovnih parkih, zlasti Llangefni in Gaerwen, prav tako zagotavljajo zaposlitev. To so klavnica in proizvodnja kemikalij, pa tudi tovarne za les, aluminij, ribogojstvo in predelavo hrane. Otok je tudi ena glavnih poti iz Britanije na Irsko s trajekti iz Holyheada, zahodno od Angleseyja, na Holy Island, Dún Laoghaire in v pristanišče Dublina.

### Reke, jezera in podnebje
Na otoku je nekaj naravnih jezer, predvsem na zahodu, kot je llyn Llywenan, največje naravno jezero, llyn Coron in Cors Cerrig y Daran, rek je malo in so majhne. Imajo dva velika rezervoarja (zajezitvi) za oskrbo z vodo, ki ju upravlja Dŵr Cymru Welsh Water. To sta llyn Alaw na severu otoka in llyn Cefni v središču otoka, ki se napajata v povirju Afon Cefni.
Podnebje je vlažno (čeprav precej manj kot v sosednjem hribovitem Gwyneddu) in na splošno blago, saj nanj vpliva Zalivski tok. Zemlja je različne kakovosti in je bila verjetno bolj rodovitna v preteklosti. Anglesey je dom najsevernejših oljčnih nasadov v Evropi in verjetno v svetu.

## Geologija
Geologija Angleseyja je zapletena, zato otok pogosto obiskujejo dijaki in študenti na geoloških ekskurzijah. Mlajše plasti Angleseya počivajo na temeljih zelo starih predkambrijskih kamnin, ki se pojavljajo na površini na štirih območjih:
1. zahodno območje, tudi Holyhead in Llanfaethlu,
2. osrednje območje, približno Aberffraw in Trefdraeth,
3. vzhodno območje, ki obsega Newborough, Gaerwen in Pentraeth,
4. obalno območje pri Glyn Garthu med mostom Menai in Beaumarisom.

Predkambrijski kamnini sta skrilavec in filit, pogosto precej nagubana in premešana. Splošna črta formacij na otoku je od severovzhoda proti jugozahodu. Pas granitnih kamnin leži severozahodno od osrednje predkambrijske mase in sega od Llanfaeloga blizu obale v bližini Llanerchymedda. Med granitom in predkambrijskim Holyheadom je ozek pas ordovicijskih skrilavcev in peska na llandoveryjski podlagi. Ta pas se razprostira na severu otoka med Dulas Bayem in Carmel Pointom. Majhen obliž ordovicijskih plasti leži na severni strani Beaumarisa. V nekaterih delih so te ordovicijske kamnine precej zložene, zdrobljene in preoblikovane, povezane s skrilavcem ter starejšimi vulkanskimi kamninami, ki so verjetno predkambrijske. Med srednjimi in vzhodnimi predkambrijskimi kamninami najdemo karbonske kamnine. Apnenec zavzema široko območje južno od Lligwy Baya in Pentraetha in ozek pas v jugozahodni smeri od Llangefnija do Malltraeth Sandsa. Apnenec je na severozahodu osnova rdečkastemu konglomeratu in rumenemu peščenjaku (včasih se omenja kot Old Red Sandstone Age). Apnenec se spet pojavi na severni obali okoli Llanfihangela in Llangoeda ter na jugozahodnem krogu Llanidana na meji z ožino Menai. Otok Puffin je sestavljen iz karbonificiranega apnenca. Močvirje Malltraeth vsebuje premog, majhen obliž iste sestave se pojavi pri Tal-y-foel Ferryju na ožini Menai. Obliž riolitno/felzičnih kamnin sestavlja hribovje Parys, v katerem so nahajališča bakra in železove okre. Serpentin (mona marmor) je v bližini Llanfair-in-neubwlla in na nasprotni obali v Holyheadu.
Pod imenom GeoMôn in kot priznanje izredne geološke dediščine je otok spomladi leta 2009 postal član evropskih geoparkov  in septembra 2010 svetovnih geoparkov.

## Ekologija in ohranjanje
Velik del Angleseyja se razmeroma intenzivno ukvarja z govedorejo in ovčjerejo, ki za to uporabljata sodobne kmetijske kemikalije. Na teh območjih so avtohtono rastlinstvo in prostoživeče živali praktično uničene. Je več pomembnih območij mokrišč, ki so zaščitena. Več jezer ima pomemben ekološki pomen za številne vodne in obvodne vrste ptic. Na zahodu je barje Malltraeth, ki ga občasno obišče velika bobnarica, v bližini izliva Afon Cefni je gnezdišče poljskih škrjancev (je mednarodno znano po slikah Charlesa Tunnicliffa, ki je tu živel več let in umrl v Malltraethu ob estuariju Cefni). Površine klifov na otoku South Stack blizu Holyheada omogočajo gnezdenje številnim njorkam, pa  tudi mormonom, mali njorki in Uria aalge, skupaj s kavko in sokolom selcem. Na Angleseyju so tri kraji pomembni za vzrejo čiger, tudi vrste Sterna dougallii:
- Ynys Feurig (53°13′54″N 4°32′33″W / 53.2318°N 4.5425°W),
- Cemlyn Bay and lagoon (53°24′57″N 4°30′17″W / 53.4158°N 4.5046°W),
- The Skerries (53°25′21″N 4°36′26″W / 53.4225°N 4.6071°W).

So pomembni primeri Juncus subnodulosus-Cirsium palustre močvirskih travniških rastlinskih združb, habitat, ki je značilen za nekatere hidrofilne trave, šaše in podobno.
Anglesey je dom dveh redkih preostalih kolonij britanskih rdečih veveric, na Pentraethu in Newboroughu.
Skoraj celotna obala Angleseyja je od leta 1967 zaščitena kot "območje izjemne naravne lepote" (Area of Outstanding Natural Beauty – AONB) zaradi  zaščite estetske privlačnosti in raznovrstnosti otoške obalne pokrajine in habitatov pred neustreznim razvojem. Poleg 201 km obale zaščita zajema tudi hribovje Holyhead in Mynydd Bodafon. Precejšnja območja drugih zemljišč, ki jih varuje AONB, segajo v zaledje obale. AONB je veliko približno 221 km² ali skoraj eno tretjino otoka in je največje v Walesu.
Številni habitati na Angleseyju so zaradi svoje vrednosti za ohranjanje narave še dodatno zaščiteni z britanskimi in drugimi evropskimi predpisi. To so:
- 6 posebnih ohranitvenih območij (Special Areas of Conservation  – cSACs),
- 4 posebna varstvena območja (Special Protection Areas – SPAs),
- 1 narodni naravni rezervat (National Nature Reserve),
- 26 krajev posebnega znanstvenega pomena (Special Scientific Interest – SSSI),
- 52 rednih spomenikov (Scheduled Ancient Monuments – SAMs).

V teh zaščitenih habitatih živijo različne divje živali, kot sta zalivska pliskavka (Phocoena phocoena) in travniški postavnež.
AONB prav tako ščiti tri dele odprte, nerazvite obale, ki so označene kot Heritage Coast. Ta neobvezujoča oznaka dopolnjuje AONB in zajema okoli 50 km obale. Odseki  so:
1. North Anglesey 28,6 km,
2. Holyhead Mountain 12,9 km,
3. Aberffraw Bay 7,7 km.

### Živa in delujoča pokrajina
Zaposlovanje na Angleseyju v glavnem temelji na kmetijstvu in turizmu. Številni lokalni izdelki so ekološki.
Najbolj priljubljene oblike rekreacije so jadranje, ribištvo, kolesarjenje, hoja, deskanje in smučanje na vodi. Te dejavnosti sicer prispevajo k lokalnemu gospodarstvu, vendar vse pritiskajo na AONB.

## Zanimivosti
- Rhosneigr, znan po plažah, zmogljivostih za čolne in deskanje,
- svetilnik Skerries, ki je na koncu nizkega potopljenega zemljišča, severovzhodno od Holyheada,
- mlin na veter v Llanddeusantu,
- Ynys Llanddwyn – otok zaljubljencev,
- morski akvarij v bližini Dwyrana,
- cerkev v morju na Cribinauu,
- Stone Science ob Pentraeth – potovanje po obdobju, dolgem 650 milijonov let [24],
- sedež kralja Arturja v bližini Beaumarisa,
- samostan Penmon in golobnjak,
- mesto in grad Beaumaris,
- Red Wharf Bay, Benllech, Llanddona in številne druge plaže,
- Cemlyn Bay z laguno,
- Malltraeth, center za ptice in dom umetnika Charlesa Tunnicliffa,
- svetilnik Swtan, ki je v lasti National Trusta in ga upravlja lokalna skupnost Porth Swtan.

## Pomembni ljudje

### Rojeni na Angleseyju
- Hugh Griffith – z oskarjem nagrajeni igralec (Marianglas, 1912),
- Owain Gwynedd – princ (Anglesey, okoli 1100),
- John Jones – amaterski astronom (Bryngwyn Bach, Dwyran 1818 – Bangor 1898); znan tudi kot Ioan Bryngwyn Bacha in Y Seryddwr,
- William Jones – matematik (Llanfihangel Tre'r Beirdd, 1675),
- John Morris-Jones – valižanski slovničar in pesnik (Llandrygarn, 1864),
- Goronwy Owen – pesnik (Llanfair Mathafarn Eithaf, 1723),
- Hugh Owen Thomas – pionirski ortopedski kirurg (Anglesey, 1833),
- Owen Tudor – ded Henrika VII. (Henry Tudor), ki se je poročil z vdovo Henrika V., začetnika dinastije Tudor, ki je neprepričljivo zahteval angleški prestol Plas Penmynydd.

### Živeli na Angleseyju
- Rachel Davies (Rahel o Fôn), pesnik,
- Henry Austin Dobson – pesnik in esejist (Plymouth, Devon 1840),
- Maurice Wilks – oče landroverja, ki so ga preizkusili na obali Newborougha in Llanddona,
- Princ William, vojvoda Cambriški – vnuk kraljice Elizabete II., in njegova žena Catherine, vojvodinja Cambriška (2010–2013)
- Sir Henry Grayson, prvi baronet Grayson.